# Nogara
Nogara is een gemeente in de Italiaanse provincie Verona (regio Veneto) en telt 8154 inwoners (31-12-2004). De oppervlakte bedraagt 38,9 km², de bevolkingsdichtheid is 210 inwoners per km².
De volgende frazioni maken deel uit van de gemeente: Calcinaro e Campalano.

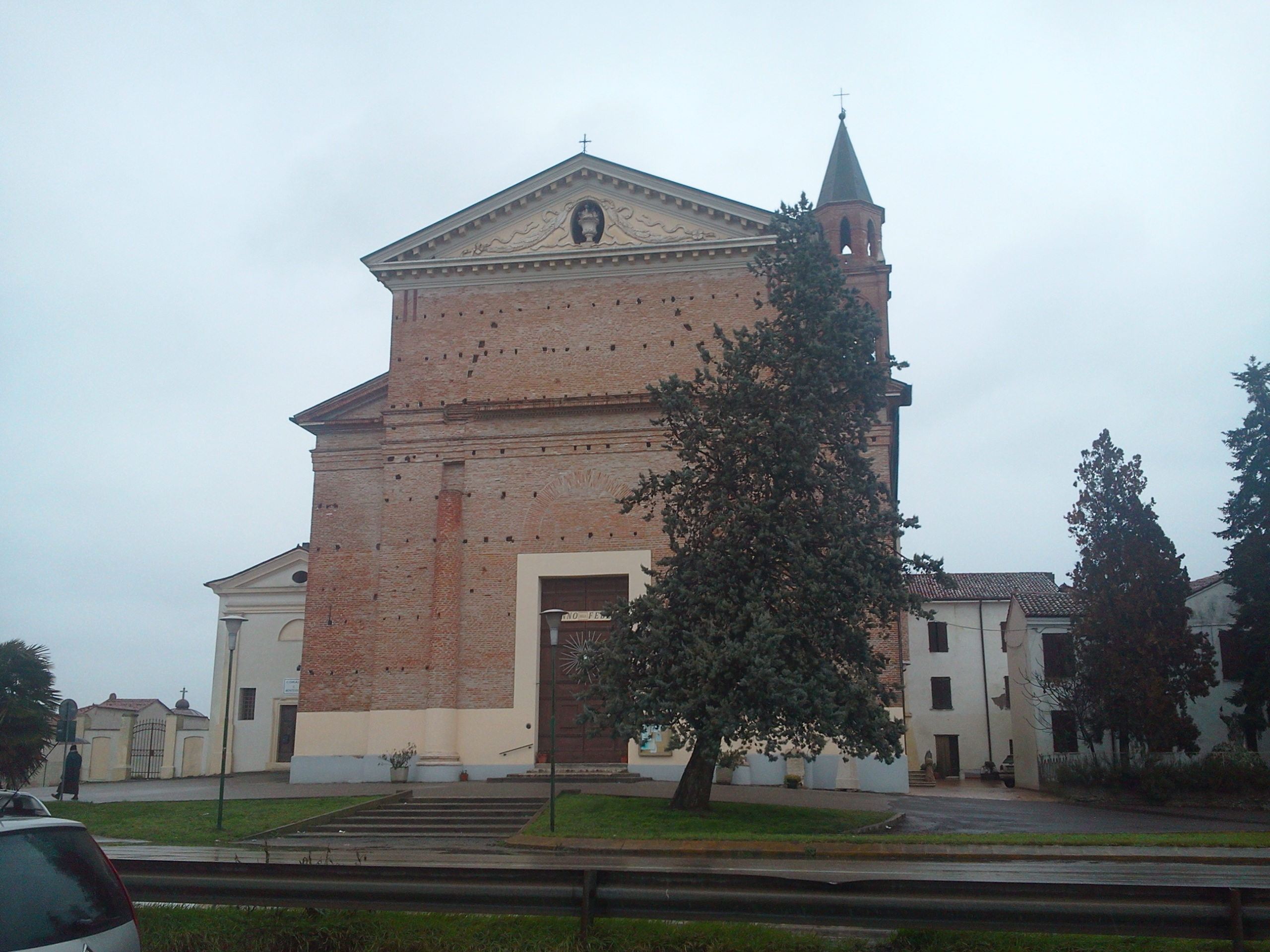
Parochiekerk van Caselle
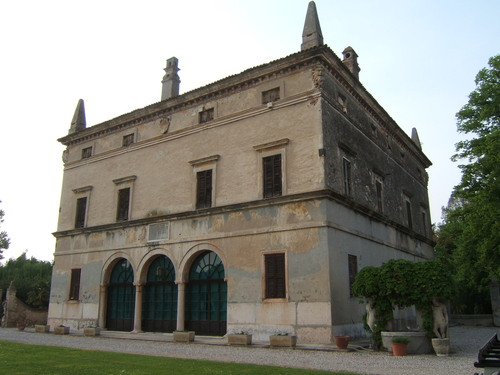
Villa Marogna
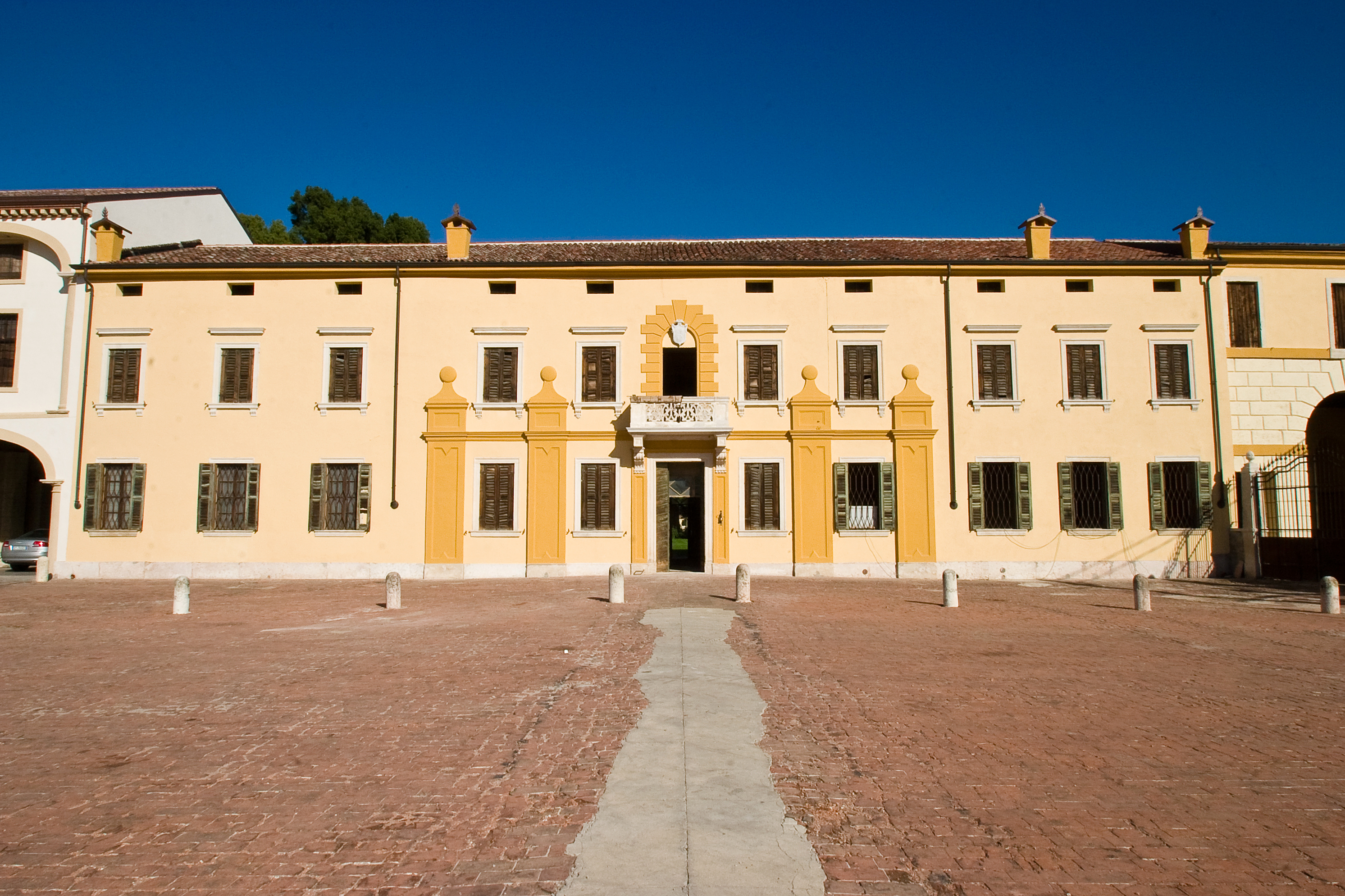
Villa Valmarana

## Demografie
Nogara telt ongeveer 3186 huishoudens. Het aantal inwoners steeg in de periode 1991-2001 met 2,4% volgens cijfers uit de tienjaarlijkse volkstellingen van ISTAT.
| Jaar | Inwoneraantal |
| ---- | ------------- |
| 1991 | 7711          |
| 2001 | 7899          |

## Geografie
De gemeente ligt op ongeveer 18 m boven zeeniveau.
Nogara grenst aan de volgende gemeenten: Erbè, Gazzo Veronese, Isola della Scala, Salizzole, Sanguinetto, Sorgà.